# Iwanowka (Baschkortostan, Kujurgasy)
Iwanowka (russisch Ивановка; baschkirisch Ивановка, bis 2007 Iwanowski 4-y) ist eine Derewnja (Dorf) in der russischen Republik Baschkortostan. Der Ort gehört zur Landgemeinde Schabagischski selsowet im Kujurgasinski rajon.

## Geographie
Iwanowka befindet sich acht Kilometer nordöstlich vom Rajonzentrum Jermolajewo. Der Gemeindesitz Schabagisch liegt fünf Kilometer südlich. Die nächste Bahnstation ist in Kumertau an der Strecke von Ufa nach Orenburg vier Kilometer nordöstlich.

## Geschichte
Der Ort hieß früher Iwanowski 4-y. Ende der 1960er Jahre wurde er mehrheitlich von Ukrainern bewohnt. Im Jahr 2007 wurde er in Iwanowka umbenannt.

### Bevölkerungsentwicklung
| Jahr | Einwohner |
| ---- | --------- |
| 1968 | 127       |
| 2002 | 63        |
| 2010 | 107       |

Anmerkung: Volkszählungsdaten, 1968: Fortschreibung